# Public Broadcasting Service
Public Broadcasting Service (PBS) és una cadena estatunidenca de televisió pública i no comercial, amb seu a Crystal City, Arlington, Virgínia. PBS és una organització sense ànim de lucre finançada amb fons públics i el proveïdor més destacat de programes educatius a les televisions públiques dels Estats Units, que distribueix programes com Frontline, Nova, PBS NewsHour, Masterpiece, Barri Sèsam, i This Old House. Fou creada el 1969 assumint moltes de les funcions de la seva predecessora la National Educational Television (NET).
PBS es finança amb una combinació de quotes de les emissores de membres, la Corporació de Radiodifusió Pública, i donacions tant de fundacions privades com de ciutadans individuals. Tot el finançament proposat per a la programació està subjecte a un conjunt d'estàndards per garantir que el programa estigui lliure d'influència de la font de finançament. PBS té més de 350 canals de televisió membres, moltes de les quals són propietat d'⁣institucions educatives, grups sense ànim de lucre independents o afiliats a un districte escolar públic local o institució educativa universitària, o entitats que són propietat o estan relacionades amb el govern estatal.
El 2020 PBS comptava amb 169 operadors de llicències educatives no comercials que operaven 348 estacions de televisió als Estats Units. D'aquestes 169 llicències, 86 són d'organitzacions comunitàries, 57 d'universitats, 20 d'autoritats estatals i 6 d'autoritats locals o municipals. A diferència de les grans cadenes comercials com NBC, CBS, ABC, Fox i The CW, les estacions filials de la PBS poden triar i comprar els programes que desitgin de les distribuïdes per la PBS o directament d'altres estacions o productors.
Això fa que la programació tingui un alt nivell de continguts locals o dirigits al seu públic específic, a diferència de les cadenes comercials que lliuren part del seu temps a la programació de la cadena a la qual estan afiliades. A diferència del seu homòleg radiofònic, la National Public Radio (NPR), la PBS no compta amb un departament de premsa central a escala nacional o una productora nacional. Tota la programació que la PBS distribueix és produïda o contractada per les estacions membres. El finançament de la PBS ve de les estacions afiliades (47%), la CPB i fons federals (24%), royalties, drets de retransmissió, serveis de satèl·lits i ingressos d'inversions (14%) i venda de productes educatius (12%).

## Origen

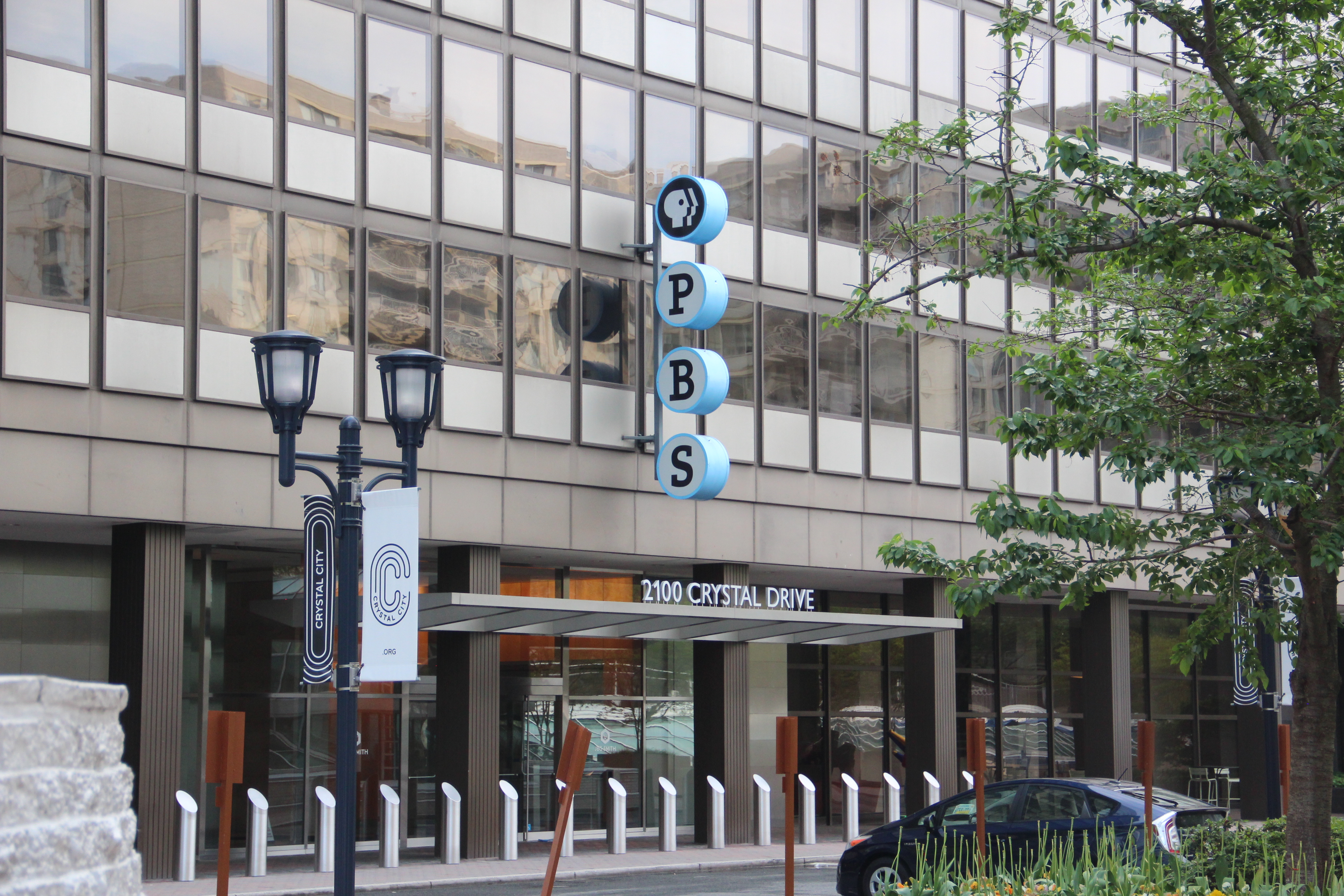
Antiga seu de PBS a Crystal City, Arlington, Virgínia

PBS es va establir el 3 de novembre de 1969, impulsat per Hartford N. Gunn Jr. (president de WGBH ), John Macy (president de CPB), James Day (últim president de National Educational Television) i Kenneth A. Christiansen (president del departament de radiodifusió de la Universitat de Florida).
Va començar a operar el 5 d'octubre de 1970, assumint moltes de les funcions del seu predecessor, National Educational Television (NET), que més tard es va fusionar amb l'estació WNDT de Newark, Nova Jersey per formar WNET. El 1973, es va fusionar amb les estacions de televisió educatives. Al voltant de la mateixa època, els grups van iniciar el National Public Affairs Broadcast Center (més tard Centre Nacional d'Afers Públics de Televisió), que oferia notícies i afers nacionals al servei. El grup es va fusionar més tard amb l'estació membre WETA-TV el 1972.
Immediatament després de la divulgació pública de l'escàndol Watergate, el 17 de maig de 1973, el Comitè Watergate del Senat dels Estats Units va iniciar els tràmits; PBS va retransmetre els actes a tot el país, amb Robert MacNeil i Jim Lehrer com a comentaristes. Tot i que totes les tres grans xarxes de televisió van cobrir les audiències, PBS les va tornar a emetre en hora de màxima audiència. Durant set mesos, les emissions nocturnes van atraure un gran interès públic i van augmentar el perfil de la nova cadena de PBS.
El 1991, la Corporation for Public Broadcasting va reprendre el finançament per a la majoria dels programes de PBS que es van estrenar abans de 1977, amb les excepcions de Washington Week in Review i Wall Street Week (CPB va reprendre el finançament de Washington Week el 1997).
El 1994, The Chronicle of Philanthropy va publicar els resultats de l'estudi més gran sobre la popularitat i la credibilitat de les organitzacions benèfiques i sense ànim de lucre. PBS es va classificar com l'onzena "organització benèfica/no lucrativa més popular d'Amèrica" entre més de 100 organitzacions benèfiques investigades a l'estudi realitzat per la publicació de la indústria, amb un 38,2% dels nord-americans majors de 12 anys que la van valorar positivament o molt positivament.
Des de mitjan dècada del 2000, les enquestes de Roper Opinion Research encarregades per PBS han col·locat constantment el servei com la institució nacional de més confiança als Estats Units. Un estudi de Nielsen Media Research del 2016  –  2017 va trobar que el 80% de totes les llars de televisió dels EUA veuen els programes de la xarxa al llarg d'un any. Tanmateix, PBS no és responsable de tota la programació que es transmet a les televisions públiques, una gran part de la qual pot provenir de les estacions membres, incloses WGBH-TV, WETA-TV, WNET, WTTW, WQED, WHYY-TV, Twin Cities PBS, American Public Television i productors independents. Aquesta distinció pel que fa a l'origen dels diferents programes del servei presenta una font freqüent de confusió de l'espectador.
El desembre de 2009, PBS es va inscriure als informes de mesurament d'audiència de les classificacions de Nielsen i va començar a incloure's en els seus informes diaris i "índex de televisió", al costat de les principals xarxes comercials de difusió.
El maig de 2011, PBS va anunciar que incorporaria pauses que continguessin llocs de subscripció per a patrocinadors corporatius i de fundacions, promocions de programes i punts d'identificació dins de quatre pauses col·locades dins dels episodis de Nature i NOVA, emetent episodis dividits en segments de fins a 15 minuts, en lloc d'emetre'ls com a episodis directes de 50 a 55 minuts. L'estratègia va començar aquella tardor, amb la intenció d'ampliar les pauses dins del programa a la resta del calendari si tenia èxit.
El 2011, PBS va llançar aplicacions per a iOS i Android per permetre la visualització de vídeos de llarga durada en dispositius mòbils. Vern Seward de The Mac Observer va dur que l'aplicació per a iPad de PBS era "... genial a tants nivells". An update in 2015 added Chromecast support.
"PBS UK" es va llançar com a canal de subscripció de pagament al Regne Unit l'1 de novembre de 2011, amb programació documental nord-americana procedent de PBS. Identificant millor la seva temàtica, aquest canal va ser rebatejat com a "PBS America" el 4 de juliol de 2012. El canal ha estat posteriorment disponible a altres parts d'Europa i Austràlia.
El 28 de febrer de 2012, PBS es va associar amb AOL per llançar Makers: Women Who Make America, una sèrie de documentals digitals centrada en dones d'alt rendiment en indústries dominades per homes com la guerra, la comèdia, l'espai, els negocis, Hollywood i la política.

## Governança
El consell d'administració és l'encarregat de governar i establir la política de PBS, format per 27 membres: 14 directors professionals (directors d'estació), 12 directors generals (directors externs) i el president de PBS. Tots els membres de la Junta de PBS exerceixen mandats de tres anys, sense sou. Les emissores membres de PBS elegeixen els 14 directors professionals; el consell elegeix els 12 directors generals i nomena el president i conseller delegat de PBS; i tota la junta tria els seus membres.